# Judas and the Black Messiah
Judas and the Black Messiah is een Amerikaanse biografische dramafilm uit 2021 onder regie van Shaka King. De hoofdrollen worden vertolkt door Daniel Kaluuya en Lakeith Stanfield.

## Verhaal
In 1968 groeit Fred Hampton in Chicago uit tot een van de leiders van de Black Panther Party. Om de opmars van de jonge activist en zijn politiek-militante beweging te dwarsbomen schakelt de FBI onder leiding van J. Edgar Hoover straatboef William O'Neal in om de Black Panthers te infiltreren, Hamptons vertrouwen te winnen en de organisatie met en door inzet van alle mogelijke middelen te ondermijnen.

## Rolverdeling
| Acteur               | Personage             |
| -------------------- | --------------------- |
| Daniel Kaluuya       | Fred Hampton          |
| Lakeith Stanfield    | William O'Neal        |
| Jesse Plemons        | Roy Mitchell          |
| Martin Sheen         | J. Edgar Hoover       |
| Dominique Fishback   | Deborah Johnson       |
| Ashton Sanders       | Larry Robertson       |
| Lil Rel Howery       | Brian                 |
| Algee Smith          | Jake Winters          |
| Robert Longstreet    | Special Agent Carlyle |
| Darrell Britt-Gibson | Bobby Rush            |
| Dominique Thorne     | Judy Harmon           |
| Terayle Hill         | George Sams           |
| Jermaine Fowler      | Mark Clark            |

## Productie
In 2017 werd bericht dat filmregisseur Antoine Fuqua, scenarist Chris Smith en Sony Pictures plannen hadden om een film over Black Panther-activist Fred Hampton te maken. Begin 2019 raakte bekend dat ook Warner Brothers plannen had om een film over Hampton te maken. In februari 2019 werden Daniel Kaluuya en Lakeith Stanfield door de studio gecast als hoofdrolspelers en raakte bekend dat de film door Shaka King zou geregisseerd worden. Het project was oorspronkelijk bekend onder de titel Jesus Was My Homeboy.
In september 2019 werd de cast uitgebreid met Jesse Plemons, Dominique Fishback en Ashton Sanders. Een maand later raakte ook de casting van Algee Smith bekend. De 42 dagen durende opnames gingen op 30 september 2019 van start in Cleveland (Ohio) en eindigden op 20 december 2019. Eind juli 2020 werd de officiële titel van de film onthuld.

## Release en ontvangst
De film ging op 1 februari 2021 in première op het Sundance Film Festival. De Amerikaanse bioscooprelease volgde op 12 februari 2021. De film zal in de Verenigde Staten aanvankelijk zowel in de bioscoop als op streamingdienst HBO Max uitgebracht worden.
Op Rotten Tomatoes heeft Judas and the Black Messiah een waarde van 96% en een gemiddelde score van 8,30/10, gebaseerd op 334 recensies. Op Metacritic heeft de film een gemiddelde score van 85/100, gebaseerd op 49 recensies.

## Prijzen en nominaties
| Jaar | Prijs                    | Categorie                   | Genomineerde(n)                                   | Uitslag     |
| ---- | ------------------------ | --------------------------- | ------------------------------------------------- | ----------- |
| 2021 | National Board of Review | Top 10 films van het jaar   | Top 10 films van het jaar                         | Gewonnen    |
| 2021 | Golden Globes            | Beste acteur in een bijrol  | Daniel Kaluuya                                    | Gewonnen    |
| 2021 | Golden Globes            | Beste originele nummer      | H.E.R., Dernst Emile II, Tiara Thomas             | Genomineerd |
| 2021 | Critics' Choice Awards   | Beste acteur in een bijrol  | Daniel Kaluuya                                    | Gewonnen    |
| 2021 | Critics' Choice Awards   | Beste acteerensemble        | Beste acteerensemble                              | Genomineerd |
| 2021 | Critics' Choice Awards   | Beste originele nummer      | H.E.R., Dernst Emile II, Tiara Thomas             | Genomineerd |
| 2021 | BAFTA Awards             | Beste acteur in een bijrol  | Daniel Kaluuya                                    | Gewonnen    |
| 2021 | BAFTA Awards             | Beste actrice in een bijrol | Dominique Fishback                                | Genomineerd |
| 2021 | BAFTA Awards             | Beste camerawerk            | Sean Bobbitt                                      | Genomineerd |
| 2021 | BAFTA Awards             | Beste casting               | Beste casting                                     | Genomineerd |
| 2021 | Academy Awards           | Beste film                  | Beste film                                        | Genomineerd |
| 2021 | Academy Awards           | Beste acteur in een bijrol  | Daniel Kaluuya                                    | Gewonnen    |
| 2021 | Academy Awards           | Beste acteur in een bijrol  | Lakeith Stanfield                                 | Genomineerd |
| 2021 | Academy Awards           | Beste originele scenario    | Will Berson, Shaka King, Keith Lucas, Kenny Lucas | Genomineerd |
| 2021 | Academy Awards           | Beste originele nummer      | H.E.R., Dernst Emile II, Tiara Thomas             | Gewonnen    |
| 2021 | Academy Awards           | Beste camerawerk            | Sean Bobbitt                                      | Genomineerd |